# Wiener Pforte

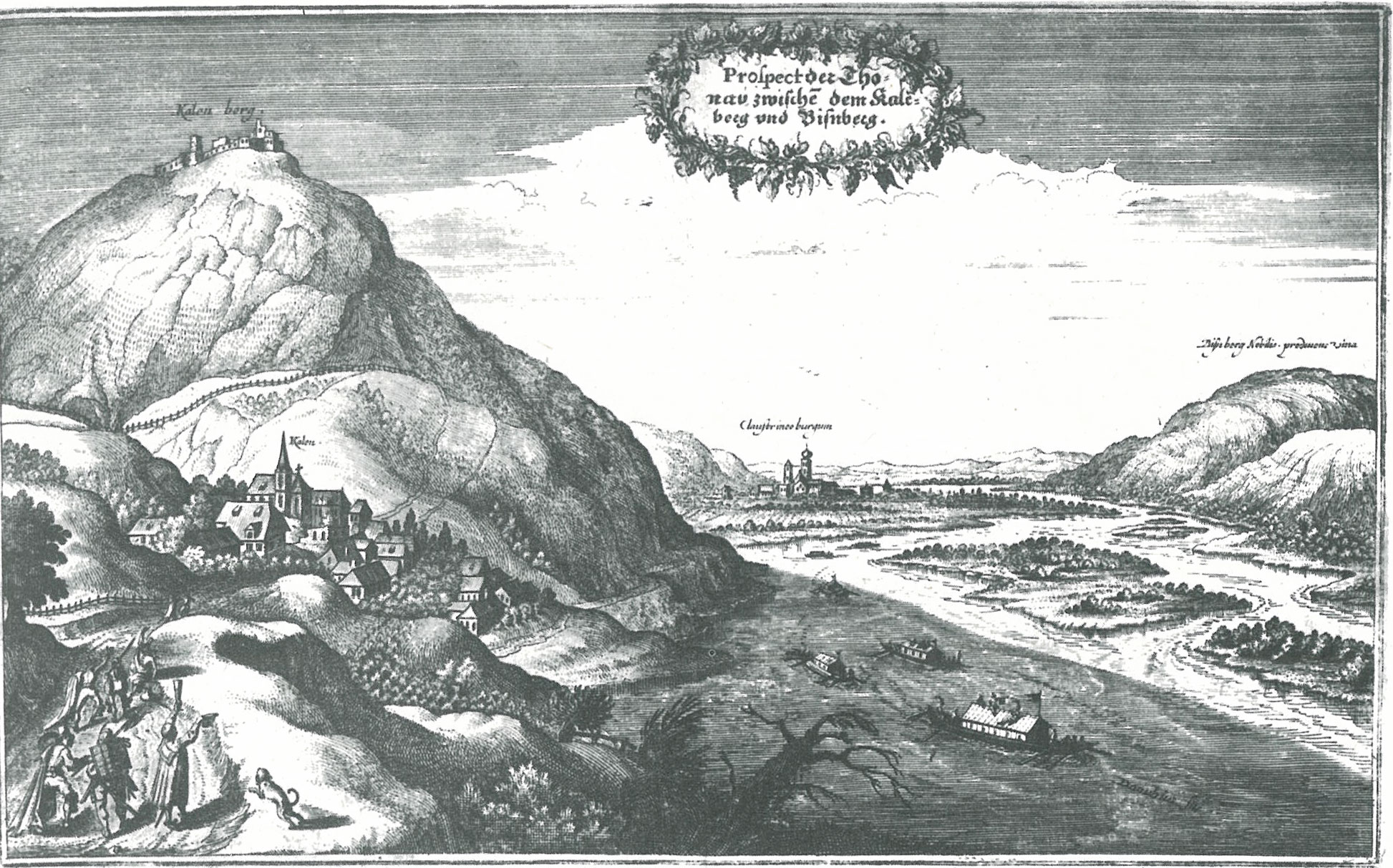
Wiener Pforte, 1679

Wiener Pforte ("puerta de viena") es el cluse del Danubio del borde del Wienerwald a la Cuenca de Viena.
Se encuentra en el borde de noroeste de Viena y se forma del Leopoldsberg (425 m) a la derecha y el Bisamberg (358 m) en la orilla izquierda del río Danubio. Esté cerca de la frontera entre los municipios de Klosterneuburg y Langenzersdorf.

## Formación
La Wiener Pforte surgió hace unos 350.000 años por erosión del río Danubio por una falla geológica entre los bosques de Viena y el Bisamberg. Se sospecha que también la Kierling- y la Weidlingbach tenían un impacto significativo en el surgimiento del cluse.

## Historia
La puerta fue históricamente de gran importancia para el tráfico del oeste al este a lo largo del río Danubio. Esto promovió el desarrollo de Viena en un centro de transporte y comercio. Además, resultó beneficiosa la intersección de la Donauroute con la antigua de ruta de ámbar en el borde oriental de la Cuenca de Viena.
- Datos: Q875933